# Конституция Республики Карелия
Конститу́ция Респу́блики Каре́лия (фин. Karjalan Tasavallan Perustuslaki) — основной закон Республики Карелия в составе Российской Федерации.
Действующая в настоящее время Конституция Республики Карелия принята Палатой Представителей Республики Карелия 7 февраля 2001 года.

## История

### Первая конституция
В июне 1920 года была создана Карельская трудовая коммуна. В 1921 году исполком Карельской Трудовой Коммуны внёс во ВЦИК проект декрета об установлении конституционных прав коммуны. Позднее, в 1923 году, председатель Карельского исполнительного комитета Эдвард Гюллинг отмечал, что из-за «вспыхнувшей в 1921 году карельской авантюры, вопрос этот был временно отложен впредь до установления спокойствия в Карелии».
В июле 1923 года Карельская трудовая коммуна была преобразована в Автономную Карельскую Советскую Социалистическую Республику. В сентябре в ходе IV Всекарельского съезда Советов вопрос о необходимости разработки конституции был озвучен. Для разработки конституции при КарЦИКе была создана Конституционная комиссия.
В мае 1925 года новые поправки в Конституцию РСФСР разрешили автономным республикам принимать собственные основные законы, которые следовало предоставить на одобрение союзным законодательным органам. Тогда же в 1925 году изменился состав Конституционной комиссии Автономной Карельской ССР.
В 1926 году VI Всекарельский съезд Советов рассмотрел подготовленный проект Конституции республики. Одобренный съездом проект поступил в комиссию при президиуме ВЦИК РСФСР, созданной для рассмотрения проектов конституций автономных республик, и куда от Карелии был делегирован Э. Гюллинг. Однако проект не был принят.

### Конституция 1937 года
5 декабря 1936 года была принята Конституция СССР («Сталинская»), а 21 января 1937 года — Конституции РСФСР, третья с 1918 года. Это позволило решить задачу разработки конституции Автономной Карельской республики.
В 1936 году председатель ЦИК КАССР Николай Васильевич Архипов на заседании Конституционной комиссии отмечал, что основой нового проекта является Конституция СССР, а новая глава о бюджете взята из Конституции РСФСР.
Постановлением Президиума ЦИК от 15 апреля 1937 года решил опубликовать проект Конституции на русском, финском и карельском языках, а для рассмотрения проекта созывался XI Всекарельский Чрезвычайный съезд Советов. Конституционная комиссия отмечала, что на заседании съезда необходимо голосовать каждую статью и каждая статья должна быть зачитана на трёх языках.
17 июня 1937 года XI Всекарельский съезд Советов утвердил первую в истории Карелии конституцию — Основной закон республики, провозгласивший Карельскую АССР социалистическим государством рабочих и крестьян.

### Конституция Карело-Финской ССР (1940)
В 1944 году для СССР завершилась Советско-финская война (1941—1944), а в 1945 году — Великая Отечественная война. После этого в 1948 году в Конституцию Карело-Финской ССР были внесены некоторые изменения и дополнения, в связи с чем в апреле 1948 года Президиум Верховного Совета КФССР постановил в двухмесячный срок издать Конституцию на русском и финском языках.

### Конституция 1956 года
16 июля 1956 года был принят закон Верховного Совета СССР о преобразовании Карело-Финской союзной республики в Карельскую Автономную ССР. 20 августа 1956 года первая сессия Верховного Совета КАССР приняла Конституцию Карельской Автономной ССР.

### Конституция 1978 года
В 1977 году была принята новая Конституции СССР. В связи с этим началась подготовка нового Основного закона союзных республик, были созданы конституционные комиссии республик. 12 апреля 1978 году принята новая Конституция РСФСР.
Проект Конституции Карельской АССР был опубликован в республиканской газете «Ленинская правда». 30 мая 1978 года Верховным Советом КАССР была принята новая Конституция Карельской АССР.
Позже были внесены следующие изменения и дополнения:
1. 16.01.84 г. Законом Карельской АССР
2. 1.11.89 г. Законом Карельской АССР
3. 8.08.90 г. Законом Карельской АССР
4. 26.03.91 г. Законом Карельской АССР XII-6/136
5. 13.11.91 г. Законом Республики Карелия XII-10/229
6. 28.11.92 г. Законом Республики Карелия XII-15/436
7. 16.02.93 г. Законом Республики Карелия XII-16/452
8. 6.04.93 г. Законом Республики Карелия XII-16/494
9. 28.09.93 г. Законом Республики Карелия XII-20/545
10. 24.12.93 г. Законом Республики Карелия XII-22/604
11. 20.01.94 г. Законом Республики Карелия XII-23/620

### Поправки 1993 года
12 декабря 1993 года в ходе референдума была принята Конституция Российской Федерации. 24 декабря 1993 года была принята новая редакция Конституции Республики Карелия, которая предусматривала учреждение Конституционного суда Республики Карелия, должности Председателя Правительства Республики Карелия, избрание двухпалатного парламента — Законодательного собрания Республики Карелия.
Конституция была издана отдельной брошюрой в 1994 году, действовала с изменениями от 18 июля, 29 декабря 1997 года, 26 июня 1998 года.

## Конституция 2001 года

### Разработка
К концу 1990-х текст конституции требовал изменений, так как во многом это была советская конституция образца 1978 года, с правками, сделанными на рубеже 1993—1994 годов. Отдельные положения противоречили либо не соответствовали конституции Российской Федерации.
6 октября 1999 года был принят федеральный закон № 184-ФЗ «Об общих принципах организации законодательных (представительных) и исполнительных органов государственной власти субъектов Российской Федерации», по которому все региональные местные законы и конституции должны быть приведены в соответствие с федеральными.
В январе 2000 года Председатель правительства Республики Карелия Сергей Катанандов внёс в Законодательное собрание республики свой проект новой Конституции Республики Карелия. Он пояснил, что внесение требуемых дополнений и изменений в целый ряд законов республики невозможен без изменений или отмены действующих конституционных положений. Следовательно — необходимо принятие новой конституции. В проекте парламент предложено организовать однопалатный, в основном на непостоянной основе, состоящий из 57 депутатов. Исполнительную власть осуществляет Глава Республики Карелия и возглавляемое им правительство. Глава избирается всеобщим тайным голосованием сроком на 4 года. Более двух сроков подряд выбираться не может. Вводится должность премьер-министра, он выдвигается Главой Республики Карелия и утверждается Законодательным собранием.
26 марта 2000 года в республике состоялся референдум, на котором большинство высказалось за введение поста Главы республики и однопалатный парламент. Осенью 2000 года обсуждение проекта в Законодательном Собрании продолжилось.
7 февраля 2001 года проект Конституции был принят Палатой Представителей Законодательного Собрания. При принятии новой конституции карельский парламент отказал финско-прибалтийским языкам (в том числе — и карельскому) в официальном статусе государственных языков Республики Карелия.
Республиканским законом N 473-ЗРК от 12 декабря 2001 года принята ныне действующая Конституции Республики Карелия, в редакцию которой впоследствии вносились изменения и дополнения.

### Содержание
С изменениями от 23 марта, 3 декабря 2001 года, 16 мая 2002 года, 21 марта, 18 июня, 22 июля, 28 ноября, 25 декабря 2003 года, 4 февраля, 31 мая 2004 года, 1 апреля 2005 года, 16 февраля, 5 июня 2006 года, 23 мая 2008 года, 16 августа 2010 года.
Содержит преамбулу, 7 глав и 76 статей.

### Основные положения
- Республика Карелия есть республика (государство) в составе Российской Федерации с республиканской формой правления.
- Статус Республики Карелия определяется Конституцией Российской Федерации и Конституцией Республики Карелия.
- Граница территории Республики Карелия не может быть изменена без согласия населения Республики Карелия, выраженного путём референдума.
- Наименования «Республика Карелия», «Карелия», «Карьяла» равнозначны.
- Исторические и национальные особенности Республики Карелия определяются проживанием на её территории карелов.
- Республика Карелия обладает на своей территории всей полнотой государственной власти, за исключением тех полномочий, которые находятся в исключительном ведении Российской Федерации или совместном ведении Российской Федерации и её субъектов.
- Республика Карелия самостоятельно решает вопросы административно-территориального устройства.
- Административно-территориальными единицами Республики Карелия являются районы и города республиканского значения.
- Республика Карелия состоит из следующих административно-территориальных единиц: районы: Беломорский, Калевальский, Кемский, Кондопожский, Лахденпохский, Лоухский, Медвежьегорский, Муезерский, Олонецкий, Питкярантский, Прионежский, Пряжинский, Пудожский, Сегежский, Суоярвский, Сортавальский; городские округа: Петрозаводский, Костомукшский, Сортавальский.
- Государственным языком в Республике Карелия является русский. Республика Карелия вправе устанавливать другие государственные языки на основании прямого волеизъявления населения Республики Карелия, выраженного путём референдума.
- В Республике Карелия народам, проживающим на её территории, гарантируется право на сохранение родного языка, создание условий для его изучения и развития.
- Столицей Республики Карелия является город Петрозаводск.
- Законодательное Собрание Республики Карелия состоит из 50 депутатов, избираемых на основе всеобщего равного и прямого избирательного права при тайном голосовании. Срок полномочий депутатов Законодательного Собрания Республики Карелия одного созыва составляет пять лет.
- Исполнительную власть в Республике Карелия осуществляют: Глава Республики Карелия, возглавляемое им Правительство Республики Карелия и иные органы исполнительной власти.
- В соответствии с федеральным законодательством гражданин Российской Федерации наделяется полномочиями высшего должностного лица Республики Карелии по представлению Президента Российской Федерации Законодательным Собранием Республики Карелия в порядке, предусмотренном федеральным законом и Конституцией Республики Карелия.
- Срок полномочий Главы Республики Карелия составляет пять лет.

### Поправки
1. 23 марта 2001 N 489-ЗРК —
2. 3 декабря 2001 N 547-ЗРК, N 549-ЗРК—
3. 16 мая 2002 N 591-ЗРК —
4. 21 марта 2002 N 660-ЗРК, N 661-ЗРК —
5. 18 июня 2002 N 677-ЗРК —
6. 22 июля 2002 N 686-ЗРК —
7. 28 ноября 2002 N 719-ЗРК —
8. 25 декабря 2003 N 734-ЗРК —
9. 4 февраля 2003 N 744-ЗРК —
10. 31 мая 2004 N 776-ЗРК —
11. 1 апреля 2005 N 859-ЗРК —
12. 16 февраля 2006 N 961-ЗРК — поправками в ст. 32 и 48 Конституции РК увеличен до пяти лет срок полномочий Главы Республики Карелия и срок полномочий депутатов Законодательного Собрания следующего созыва[6][7].
13. 5 июня 2006 N 987-ЗРК —
14. 23 мая 2008 N 1194-ЗРК, N 1193-ЗРК —
15. 16 августа 2010 года — должность премьер-министра упразднена, его полномочия переданы главе республики. Также упразднены должности вице-премьеров. Их обязанности переданы заместителям главы Карелии. Кроме того, согласно законопроекту, отменена процедура согласования кандидатур министров правительства Законодательным Собранием[8].
16. 24 марта 2016 года — введена должность премьер-министра Правительства Республики Карелия — первого заместителя Главы Республики Карелия. Глава Карелии, как высшее должностное лицо республики, остается руководителем исполнительной власти Республики Карелия[9].

### Комментарии
Сборник комментариев к Конституции был издан в 2008 году тиражом 600 экземпляров. Презентация состоялась 12 февраля 2009 года в Большом зале Законодательного Собрания Республики Карелия. Сборник был подготовлен научно-консультативным советом при Конституционном Суде Республики Карелия.